# 王惠岩

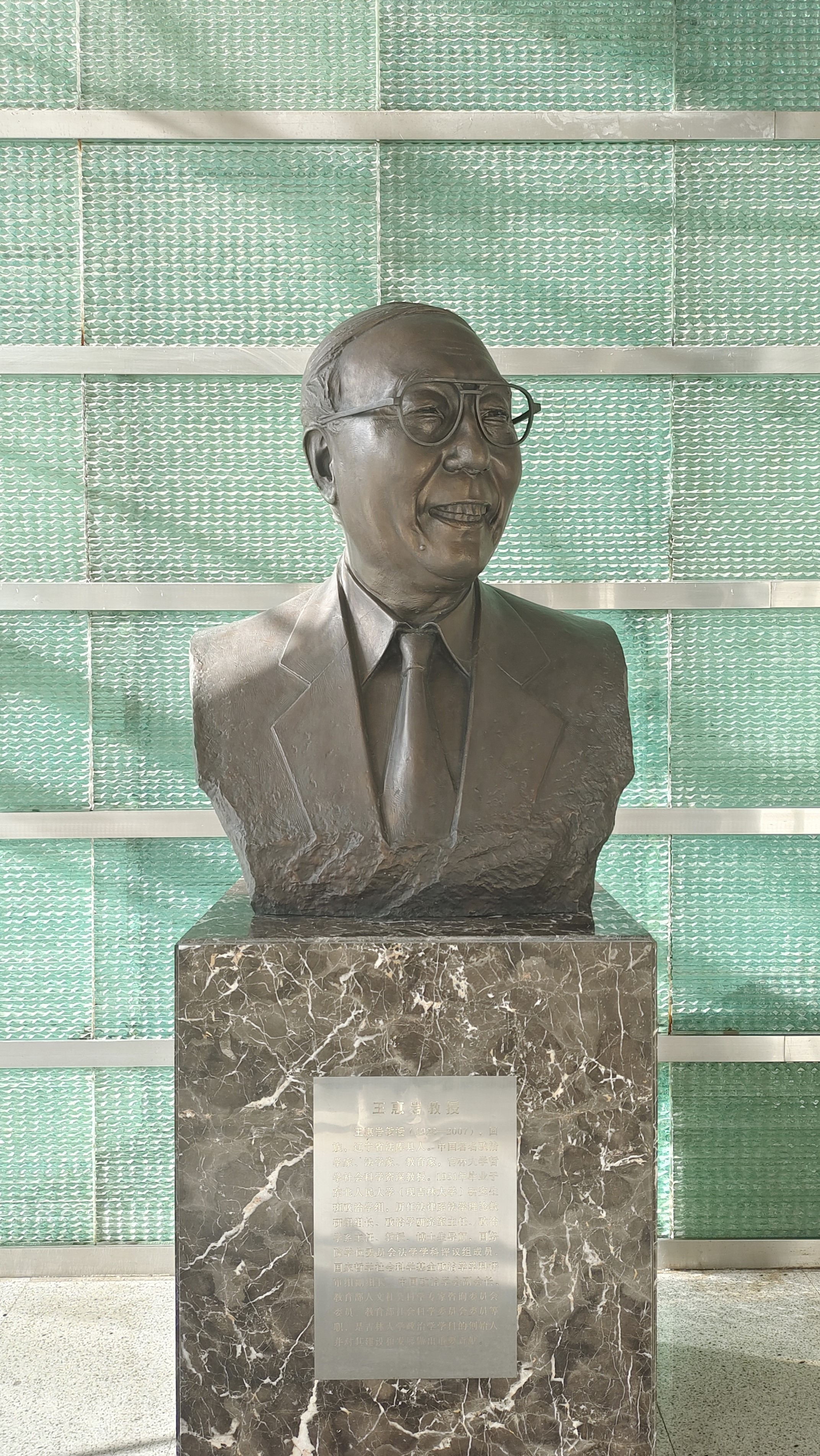
王惠岩塑像，位於吉林大學内

王惠岩（1928年4月23日—2007年10月14日），回族，辽宁法库人，中华人民共和国政治学家、法学家、教育家，吉林大学教授。1948年考入东北行政学院，1951年毕业于东北人民大学研究生班。
他与中山大学的夏书章、天津师范大学的徐大同、苏州大学的丘晓和北京大学的赵宝煦并称为中国政治学界“五老”。

## 生平
1928年，王惠岩生於辽宁法库县，高中時期就是進步青年，受到艾思奇等共產黨理論家的影響。1948年，考入東北行政學院，兩年後進入研究生班，1951年畢業後留校，成為馬列主義教研室的助教。1952年，院系調整後到法律系任講師。1956年，加入中國共產黨，隔年在反右中被劃為右派，下放改造。1960年，摘帽後回到法律系工作。1968年，被定為反革命。1982年，籌建吉林大學政治系。隨後組織籌建中國政治學會，並且參與開辦復旦大學的政治學講習班。
中央政治局委員劉延東是王惠岩的學生。